# Cerro Tronador

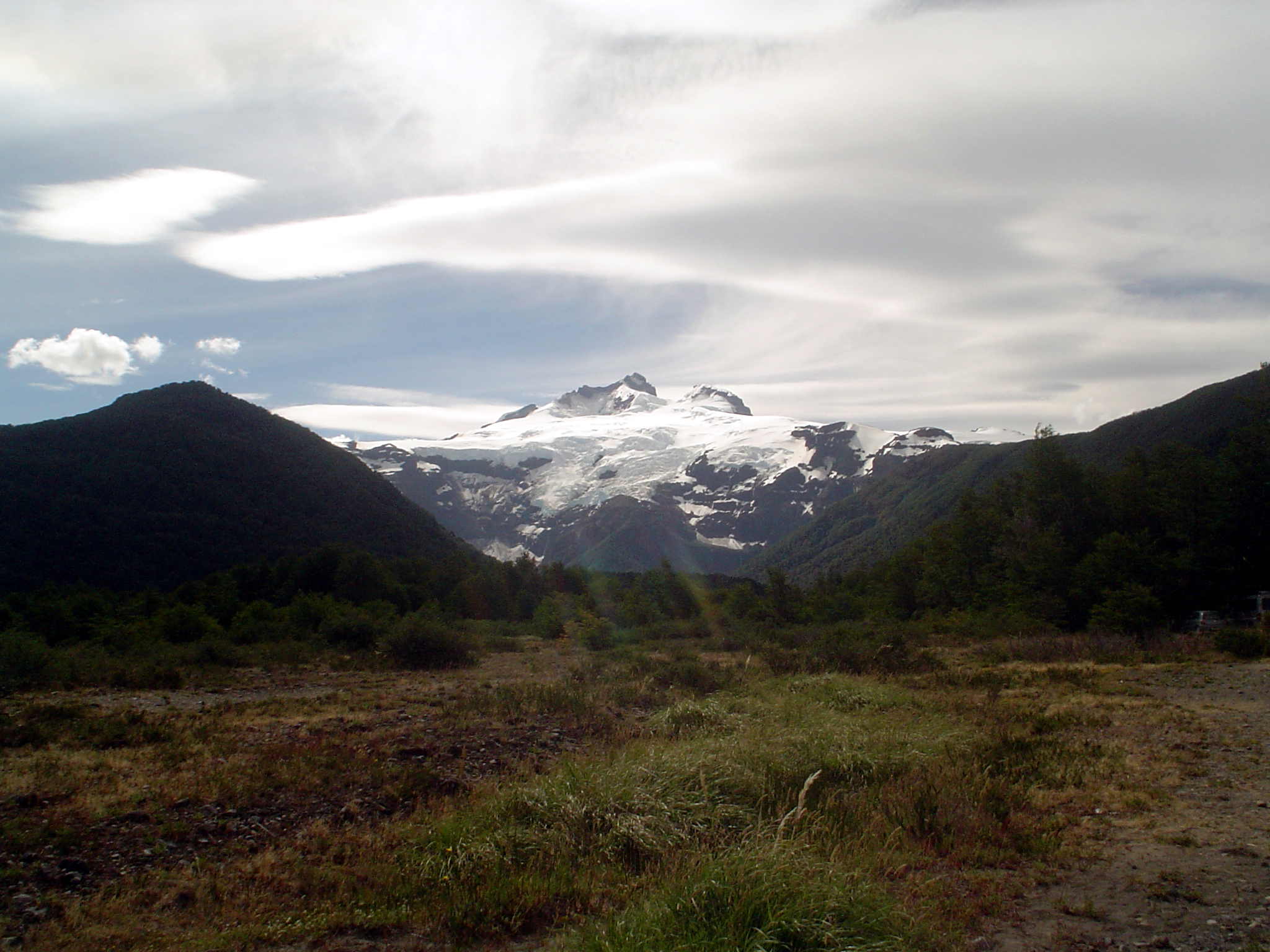
Imatge del volcà Cerro Tronador

El Cerro Tronador és un volcà inactiu al sud dels Andes, situat al llarg de la frontera entre Xile i Argentina a prop de la ciutat de Bariloche. La muntanya va ser anomenada Tronador (en castellà per "Tronador") pels locals en referència al so de la caiguda dels seracs. Amb una altitud de 3.470 metres, Tronador es troba a més de 1.000 m per sobre de les muntanyes properes al massís andí, la qual cosa la converteix en una destinació popular d'alpinisme. Situat a l'interior de dos parcs nacionals, el Vicente Pérez Rosales a la província de Llanquihue, Xile, i el Nahuel Huapi, a Río Negro, Argentina. Tronador acull un total de vuit glaceres, que actualment s'estan retirant a causa de l'escalfament de la troposfera superior.

## Geografia i geologia
El Cerro Tronador es troba als Andes Humits, una zona d'alta precipitació tant de neu com de pluja. El clima temperat humit dels Andes meridionals ha permès que es desenvolupin diverses glaceres a causa de les altes taxes d'acumulació. La major part de la precipitació és produïda pels sistemes frontals occidentals del Pacífic. Situat al bell mig del massís andí a una latitud de 41° S, Tronador forma part d'un paisatge alpí de fiords, llacs glacials i valls en forma d'U. La formació del paisatge es va produir durant les glaciacions quaternàries, períodes durant els quals tota la zona va quedar coberta per la capa de gel de la Patagònia. El volcà va créixer durant els glacials i interglacials del Plistocè però es va extingir pràcticament a finals del Pleistocè mitjà, fa aproximadament 300 ka, a causa d'un canvi en el front actiu de la Zona Volcànica Sud a la qual pertany. Des d'aleshores, les glaciacions i altres processos erosius van donar forma a la muntanya lliurement sense noves sortides de lava o tefra. Com en el cas del volcà Lanín proper, Tronador es compon principalment de basalts, i ha vist una disminució de l'activitat a mesura que els volcans Osorno i Calbuco creixen més a l'oest.
Posseeix tres cims: un argentí (Pico Argentino), de 3.200 metres d'altitud, un xilè (Cumbre Chilena), de 3.320 metres i un fronterer, entre ambdós països, de 3.491 metres.
Està cobert per set glaceres. Pel vessant argentí es troben, de sud a nord, les glaceres Frías, Alerce, Castaño Overo i Manso. Per la xilena, en la mateixa direcció, es troben les glaceres Peulla, Casa Pangue i Río Blanco.